# Park Ji-sung
Park Ji-sung (박지성 in het Koreaans) (Seoel, 25 februari 1981) is een Zuid-Koreaanse voormalig voetballer. Hij kwam uit voor Kyoto Sanga FC, PSV, Manchester United, Queens Park Rangers en opnieuw PSV. Park speelde honderd wedstrijden voor het Zuid-Koreaans voetbalelftal.

## Clubcarrière

### Kyoto Purple Sanga
De eerste profclub voor Park is het Japanse Kyoto Purple Sanga. Het was een verrassing dat Park meteen na zijn middelbare school voor Japan koos, in plaats van de Koreaanse competitie. Tevens was hij de eerste die in het begin van zijn carrière van Zuid-Korea naar Japan ging. In 2001 wint hij zijn eerste prijs: de tweede divisie van de J-League. Zijn debuut voor het Koreaans elftal maakt hij al in 2000, tijdens een interland tegen Mexico. Park speelt met Zuid-Korea op het Wereldkampioenschap voetbal 2002, met Guus Hiddink als coach. In de derde groepswedstrijd maakt hij tegen Portugal het enige doelpunt en het Koreaans elftal wordt groepswinnaar van Poule D. Als het elftal ook de achtste finale tegen Italië wint, neemt het team het in de kwartfinale op tegen Spanje. In de penaltyserie benut Park de tweede strafschop. Het eindstation voor de Koreanen is de halve finale, wanneer er met 1-0 van Duitsland verloren wordt. Het gastland wordt uiteindelijk vierde omdat het in de troostfinale verliest van Turkije.
Na het WK keert Park terug naar Kyoto Purple Sanga. In oktober 2002 komt er interesse van PSV. Park zou al meerdere keren gescout zijn en Guus Hiddink wil hem er graag bij hebben na zijn positieve ervaringen tijdens het WK. Er zou ook interesse zijn van Feyenoord (dat met Song Chong-Gug al een Koreaan heeft) maar na onderhandelingen met Hiddink en technisch manager Frank Arnesen trekt PSV aan het langste eind: op 21 december tekent Park een 3,5-jarig contract. Met de transfer zou 4 miljoen dollar gemoeid zijn. Uiteindelijk sluit hij het seizoen bij Kyoto Purple Sanga af met 25 wedstrijden (7 doelpunten). In zijn laatste wedstrijd wint de club dankzij een doelpunt van Park de Emperor's Cup. Enkele dagen later contracteert PSV een tweede Koreaan: Lee Young-pyo.

### PSV (eerste periode)
Op 7 januari 2003 wordt Park gepresenteerd in Eindhoven. Er wordt nog wat heen en weer gependeld tussen Nederland en Zuid-Korea, vanwege enkele formaliteiten. Ook kampt Park met een knieblessure. Omdat hij er in januari ook al een heel seizoen op heeft zitten, raakt Park vermoeid en speelt een matige eerste half jaar bij PSV. Vooralsnog is het PSV-publiek negatief over hem en de druk wordt groot. Ook heimwee speelt een rol, ondanks de aanwezigheid van Song, Lee en Seol Ki-Hyeon (RSC Anderlecht). Samen met Park wordt PSV wel landskampioen. Als het seizoen ten einde is, gaat Park terug naar Zuid-Korea voor zijn militaire training. Dit zou voor de gemiddelde Koreaan 2 jaar duren, maar vanwege zijn prestaties op het WK is die periode voor Park verkort naar 1 maand. Bijna meteen na zijn militaire training begint het seizoen weer bij PSV.
Park sluit zich bij PSV aan in Zuid-Korea, waar zij voor de Peace Cup spelen. Die trofee zou PSV winnen na een 1-0-overwinning op Olympique Lyonnais (met Park in de basis). Ook werd hij verkozen tot beste speler van het toernooi. Zijn tweede officiële prijs voor PSV is de Johan Cruijff Schaal, die PSV met 3-1 wint van FC Utrecht. In het seizoen 2003/2004 is Park eerste keus in het elftal van Hiddink. Omdat Park op meerdere posities kan spelen, kan er veel geschoven worden. Samen met de aanvalshoede Robben-Kezman-Rommedahl wordt PSV tweede in de competitie.
Aan het begin van het seizoen 2004/2005 speelt Park samen met Lee Young-pyo om de Asian Cup. Zuid-Korea strandt in de kwartfinales, na een 3-4-verlies tegen Iran. Dit seizoen zou uiteindelijk zijn beste seizoen bij PSV worden. Allereerst kwalificeert PSV zich tegen Rode Ster Belgrado voor de Champions League, met een uitblinkende Park in de terugwedstrijd. Verder in het seizoen maakt hij indruk door zijn werklust en doorzettingsvermogen: hij knokt elke wedstrijd tot de laatste minuut. Park speelt doorgaans met Vennegoor of Hesselink en Farfán of Beasley in de aanval. Samen met Park haalt PSV voor de eerste keer in acht jaar de tweede ronde van de Champions League. Als PSV ten koste van AS Monaco de kwartfinale tegen Olympique Lyonnais haalt, speelt Park in de return (thuis) 120 minuten lang de wedstrijd vol, ondanks enkele tikken en een (naar later blijkt) gekneusde neus. Van de penalty-reeks kreeg hij niets meer mee: hij zat half bewusteloos met verzorger Mart van den Heuvel met een zak ijs op zijn hoofd. In de halve finale tegen AC Milan speelt hij weer een beslissende rol: in de return maakt Park de openingstreffer. Het zou niet voldoende zijn: ondanks een 3-1-overwinning is PSV uitgeschakeld. Toch pakt Park 2 hoofdprijzen: met de club wordt hij landskampioen en wint hij tevens de beker.
Ondertussen is Park een gewilde speler geworden. Hij zou graag een Europese toptransfer af willen dwingen, omdat hij dan de eerste Koreaan zou worden die voor een Europese topclub zou spelen. Park zelf laat in eerste instantie weten zijn contract bij PSV te willen verlengen, maar als Manchester United FC zich meldt, vraagt Park bedenktijd. Na een laatste gesprek met Hiddink laat de trainer weten dat de keuze bij Park zelf ligt. Als hij echt naar United wil, zal Hiddink hem laten gaan. Op 22 juni 2005 tekent Park een 4-jarig contract bij Manchester United. Naar verluidt betalen de Engelsen 6 miljoen euro. Enkele maanden later verruilt ook Lee Young-pyo PSV voor de Premier League: hij gaat naar Tottenham Hotspurs.

### Manchester United

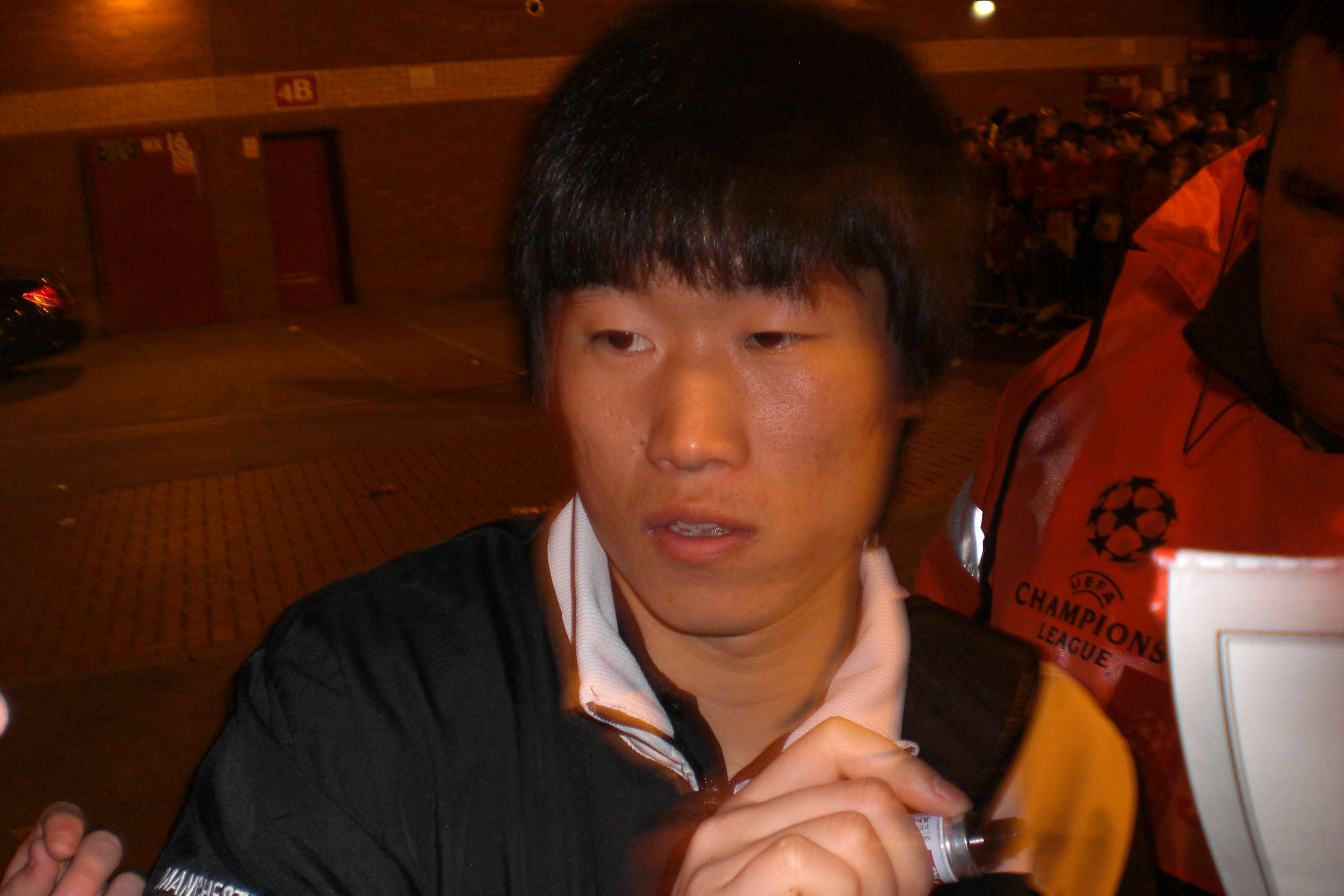
Park na een wedstrijd tegen FC Barcelona in april 2008

De transfer werd pas in juli echt afgerond, vanwege problemen met zijn werkvergunning. Zijn officiële debuut maakt hij op 9 augustus in de Champions League tegen Debreceni. Het debuut in de Premier League komt op 13 augustus: in de uitwedstrijd tegen Everton staat Park meteen in de basis. United wint met 0-2. In oktober is hij een van de 40 genomineerden voor de Gouden Bal van het Franse blad France Football. Ook bij Manchester United is Park vaste keus in het elftal van Sir Alex Ferguson.
Zijn eerste doelpunt maakt Park op 20 december 2005, tijdens de 3-1-overwinning op Birmingham City in de League Cup.
Park loopt een zware knieblessure op en laat zich in april 2007 opereren in Vail, bij kniespecialist Richard Steadman (die onder andere ook Ruud van Nistelrooij, Alan Shearer en Michael Owen opereerde). Op Boxing Day, 26 december 2007, maakt Park zijn rentree bij de Mancunians.
In het seizoen 2008/2009 scoort hij de 1-0 in de halve finale van de Champions League tegen Arsenal FC. United wint met 1-3 en plaatst zich voor de finale, die het uiteindelijk met 2-0 verliest van Barcelona.

### Queens Park Rangers
Nadat bleek dat hij op steeds minder speeltijd hoefde te rekenen bij Manchester United, tekende Park op 9 juli 2012 een tweejarig contract bij Queens Park Rangers FC. Hij maakte zijn debuut in een 5-0 thuisnederlaag tegen Swansea City. Park kon bij QPR de hooggespannen verwachtingen niet waarmaken. Aan de start van het seizoen werd hij uitgeroepen tot aanvoerder, maar hij wist, mede door enkele blessures, zijn draai niet te vinden in het elftal. In maart twijfelde hij zelfs openlijk of hij nog wel door wilde gaan met voetballen. Hij speelde uiteindelijk slechts 20 competitiewedstrijden, waarin hij niet wist te scoren. Aan het einde van het seizoen degradeerde Queens Park Rangers uit de Premier League.
Park werd niet opgenomen in de wedstrijdselectie van de eerste wedstrijden van het seizoen 2013-2014, waardoor er speculaties ontstonden dat hij de club zou gaan verlaten.

### PSV (tweede periode)
Eind juli 2013 lekte uit dat PSV probeerde Park terug te halen naar Eindhoven. Park kwam naar Eindhoven en kwam snel tot een akkoord voor een tweejarig contract. De overgang bleek echter meer voeten in de aarde te hebben dan aanvankelijk werd gedacht. Zo bleek het hoge salaris van de Zuid-Koreaan, hij verdiende bij Queens Park Rangers zo'n 3,8 miljoen euro per jaar, een struikelblok. Park verwachtte een vergoeding van Queen Park Rangers voor het afkopen van zijn contract. Toen de Londens club hiermee niet akkoord wilde gaan, werd er een huurconstructie opgezet, waarbij PSV het grootste deel van het salaris van Park op zich zou nemen. Op 8 augustus werd de overgang definitief beklonken. Park bracht als een van de oudgedienden ervaring binnen de jonge PSV-selectie, maar kon, door een aanhoudende knieblessure, nooit zijn stempel drukken op de ploeg. Uiteindelijk speelde Park dat seizoen 25 wedstrijden in het eerste elftal, waarin hij 2 doelpunten maakte, tegen Heracles Almelo en Ajax.

### Einde carrière
Op 14 mei 2014 maakte Park, tijdens een interview op de Zuid-Koreaanse televisie, bekend zijn actieve carrière te beëindigen. Gedurende zijn laatste seizoen bij PSV had hij last had van een aanhoudende knieblessure, waardoor hij het gevoel had niet langer te kunnen meekomen op het hoogste niveau. Hij speelde zijn laatste officiële wedstrijd op 3 mei 2014 bij PSV tegen NAC.
Met PSV speelde hij een afscheidswedstrijd in Zuid-Korea tegen Gyeongnam FC.

## Park-hype
Al tijdens het wereldkampioenschap voetbal 2002 ontstond in eigen land een ware hysterie rond het nationale elftal van Zuid-Korea. Trainer Guus Hiddink en de spelers werden als goden aanbeden en ook Park moest eraan geloven; als jonge en vrijgezelle voetballer kreeg hij extra aandacht. Toen Park samen met Lee naar PSV verhuisde, werden de wedstrijden van PSV in Zuid-Korea rechtstreeks uitgezonden, soms midden in de nacht. In juni 2005 kreeg Park in Seoel zijn eigen straat: de Park Ji-sung-straat. Hij was zelf aanwezig bij de openingsceremonie.
Met zijn overstap naar Manchester United is hij een van de succesvolste Zuid-Koreaanse voetballers aller tijden geworden.

## Clubstatistieken
| Seizoen | Club                | Competitie     | Duels | Doelp. |
| ------- | ------------------- | -------------- | ----- | ------ |
| 2000    | Kyoto Sanga         | J-League       | 13    | 1      |
| 2001    | Kyoto Sanga         | J-League 2     | 38    | 3      |
| 2002    | Kyoto Sanga         | J-League       | 25    | 7      |
| 2002/03 | PSV                 | Eredivisie     | 9     | 0      |
| 2003/04 | PSV                 | Eredivisie     | 28    | 6      |
| 2004/05 | PSV                 | Eredivisie     | 28    | 7      |
| 2005/06 | Manchester United   | Premier League | 34    | 1      |
| 2006/07 | Manchester United   | Premier League | 14    | 5      |
| 2007/08 | Manchester United   | Premier League | 12    | 1      |
| 2008/09 | Manchester United   | Premier League | 25    | 2      |
| 2009/10 | Manchester United   | Premier League | 17    | 3      |
| 2010/11 | Manchester United   | Premier League | 15    | 5      |
| 2011/12 | Manchester United   | Premier League | 17    | 2      |
| 2012/13 | Queens Park Rangers | Premier League | 20    | 0      |
| 2013/14 | → PSV               | Eredivisie     | 25    | 2      |
| Totaal  | Totaal              | Totaal         | 304   | 43     |

## Erelijst
| Competitie            |                    |                                    |                    |                    |
| Competitie            | Aantal             | Jaren                              |                    |                    |
| Kyoto Purple Sanga    | Kyoto Purple Sanga | Kyoto Purple Sanga                 | Kyoto Purple Sanga | Kyoto Purple Sanga |
| --------------------- | ------------------ | ---------------------------------- | ------------------ | ------------------ |
| J-League 2            | 1x                 | 2001                               |                    |                    |
| Emperor's Cup         | 1x                 | 2002                               |                    |                    |
| PSV                   |                    |                                    |                    |                    |
| Eredivisie            | 2x                 | 2002/03, 2004/05                   |                    |                    |
| KNVB beker            | 1x                 | 2004/05                            |                    |                    |
| Johan Cruijff Schaal  | 1x                 | 2003                               |                    |                    |
| Manchester United     |                    |                                    |                    |                    |
| UEFA Champions League | 1x                 | 2007/08                            |                    |                    |
| FIFA Club World Cup   | 1x                 | 2008                               |                    |                    |
| Premier League        | 4x                 | 2006/07, 2007/08, 2008/09, 2010/11 |                    |                    |
| Football League Cup   | 2x                 | 2005/06, 2008/09                   |                    |                    |
| FA Community Shield   | 4x                 | 2007, 2008, 2010, 2011             |                    |                    |